# نيتفا
نيتفا (بالروسية: Нытва) هي إحدى مدن روسيا وهي المركز الإدار لإقليم نيتفينسكي في الكيان الفدرالي الروسي بيرم كراي.